# Victor Grinich
Victor Henry Grinich (* 24. November 1924 in Aberdeen, Washington; † 5. November 2000 in Mountain View), ursprünglich Victor Grgurinović, war ein US-amerikanischer Elektrotechniker.

## Leben
Victor Grgurinović war Sohn kroatischer Einwanderer. Er diente während des Zweiten Weltkriegs in der United States Navy. Zu dieser Zeit änderte er seinen Nachnamen von Grgurinović zu Grinich, damit er bei militärischen Appellen leichter auszusprechen war.
Grinich erhielt einen Master-Abschluss von der University of Washington im Jahr 1950. Anschließend ging er an die Stanford University, wo er 1953 promovierte (Ph.D.). Im Jahr 1956 wurde er Mitarbeiter des von William B. Shockley neugegründeten Shockley Semiconductor Laboratory, einer Abteilung von Beckman Instruments, das er jedoch bereits nach einem Jahr mit sieben anderen unzufriedenen Mitgliedern, den Traitorous Eight (dt. „Die verräterischen Acht“), verließ, um die Firma Fairchild Semiconductor Corporation zu gründen.
In den 1960er Jahren verließ er Fairchild Semiconductor und lehrte an der University of California, Berkeley und der Stanford University. Im Jahr 1975 veröffentlichte er das Lehrbuch Introduction to Integrated Circuits.
Grinich starb im Jahr 2000 an Prostatakrebs.